# Chromomastax movogovodia
Chromomastax movogovodia är en insektsart som beskrevs av Marius Descamps 1964. Chromomastax movogovodia ingår i släktet Chromomastax och familjen Euschmidtiidae. Inga underarter finns listade i Catalogue of Life.